# Józef Hornowski (1874–1923)
Józef Stanisław Hornowski (ur. 30 lipca 1874, zm. 9 września 1923 w Warszawie) – polski lekarz, anatomopatolog, profesor zwyczajny nauk medycznych.

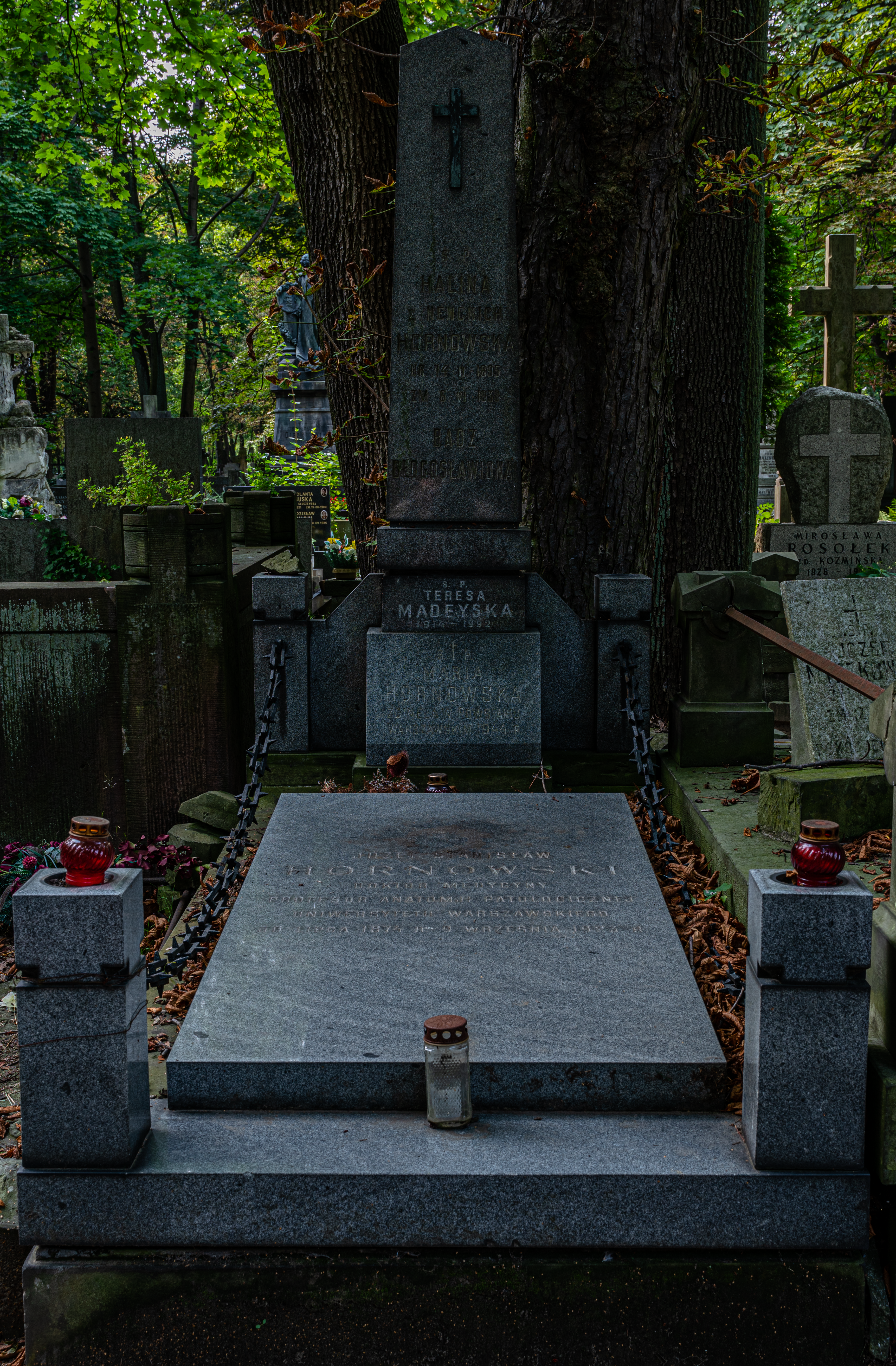
Grób Józefa Hornowskiego

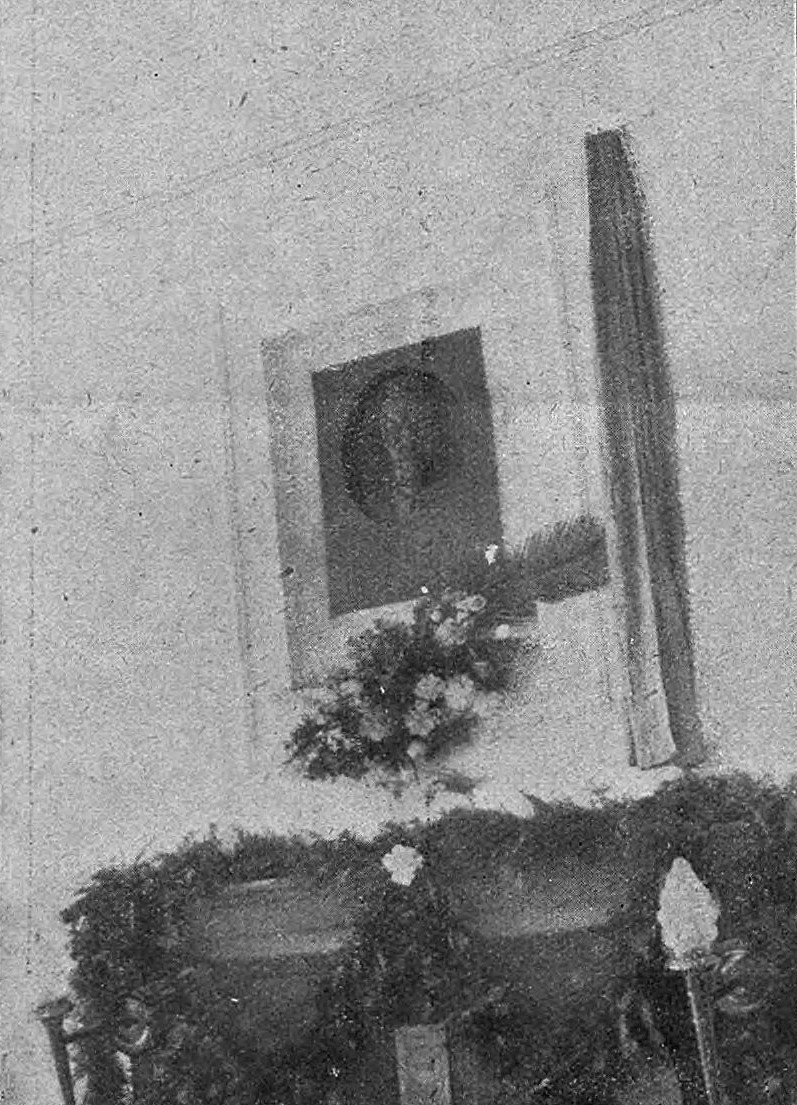
Tablica upamiętniająca prof. Józefa Hornowskiego na Wydziale Lekarskim UW (1925)

## Życiorys
Był synem Józefa Włodzimierza, właściciela Łochowa w powiecie węgrowskim, i Łucji z Dunin-Borkowskich, pamiętnikarki. Jego bratem ciotecznym był Medard Downarowicz, dziadkiem zaś – Józef Gabriel Walenty Hornowski h. Korczak, po kądzieli krewny Cypriana Norwida zwany przez poetę „wujem Józefem”.
Ukończył Gimnazjum Męskie w Lublinie w 1895 roku, i wyjechał do Dorpatu, na Uniwersytecie Dorpackim studiował medycynę pod kierunkiem Augusta Raubera oraz Juliusa Kemela, którego podręcznik zoologii przetłumaczył na język polski. W 1898 przeniósł się do Warszawy i kontynuował naukę na Uniwersytecie Warszawskim, pod kierunkiem Konstantego Uszyńskiego napisał swoją pierwszą pracę Chemotaxis. Za udział w strajku uniwersytetów rosyjskich, który miał miejsce na przełomie 1898 i 1899 został przeniesiony do Wilna, po roku powrócił do Warszawy i na uczelnię. Równocześnie rozpoczął wówczas pracę jako asystent Kazimierza Zielińskiego w Szpitalu Przemienienia Pańskiego, a wkrótce po tym jego felietony medyczne zaczęto publikować w czasopiśmie „Wszechświat”. Podczas studiów uniwersyteckich jego szczególną uwagę zwracała anatomia patologiczna i histopatologia, promotorem jego pracy dyplomowej był Zdzisław Dmochowski. Po ukończeniu studiów w 1900 wyjechał na dwa lata do Berlina, gdzie pod kierunkiem Ludwiga Picka pogłębiał swoją wiedzę z zakresu anatomopatologii. Od 1905 przez rok pełnił funkcję kierownika ambulatorium, pracowni rentgenowskiej i prosektorium w Szpitalu Przemienia Pańskiego. Równocześnie intensywnie pracował naukowo, korzystając z pracowni histologicznej Towarzystwa Lekarskiego Warszawskiego, którą kierował Henryk Ferdynand Hoyer, przygotowywał kolejne prace. W 1907 wyjechał do Lwowa, gdzie otrzymał etat asystenta w Zakładzie Anatomii Patologicznej Uniwersytetu Lwowskiego. Rok później uzyskał tytuł doktora medycyny, w 1911 stopień docenta, a w 1914 profesora nadzwyczajnego, został wówczas głównym prosektorem w Zakładzie dla Chorych Umysłowych na Kulparkowie. W 1917 posiadając w dorobku ponad sześćdziesiąt prac naukowych uzyskał tytuł profesora zwyczajnego, dwa lata później powierzono mu kierowanie Katedrą Anatomii Patologicznej Wydziału Lekarskiego Uniwersytetu Warszawskiego.
Pełnił funkcje prezesa Towarzystwa Biologicznego i Towarzystwa Lekarskiego, był członkiem Towarzystwa Powszechnych Wykładów Wszechnicy i Politechniki, Akademii Nauk Lekarskich, Towarzystwa Naukowego Warszawskiego, Państwowej Rady Zdrowia oraz członkiem korespondentem Polskiej Akademii Umiejętności.
Został pochowany na cmentarzu Powązkowskim w Warszawie (kwatera 48-1-13).
18 marca 1925 na Wydziale Lekarskim UW odsłonięto tablicę pamiątkową i popiersie prof. Józefa Hornowskiego.